# ريتشارد بارنيت (مثير الشغب في الكابيتول)
ريتشارد موريس بارنيت (من مواليد مايو 1960) هو مجرم أمريكي مدان شارك في الهجوم على مبنى الكابيتول بالولايات المتحدة في 6 يناير 2021. أصبحت صورة بارنيت مع قدميه على مكتب في مكتب نانسي بيلوسي في مبنى الكابيتول واحدة من أبرز الصور في هجوم السادس من يناير. في عام 2023، أدين بارتكاب ثماني جرائم، بما في ذلك أربع جرائم جنائية. حُكم عليه بالسجن لمدة 54 شهرًا في 24 مايو 2023.
أصدر الرئيس دونالد ترامب عفواً عن بارنيت في 20 يناير 2025، وأُطلق سراحه من الحجز في اليوم التالي.

## سيرته
وُلِد بارنيت في مستشفى سانت جوزيف في ممفيس، تينيسي. في وقت الهجوم على الكابيتول، كان عمره 60 عامًا وكان يعيش في غرافيت، أركنساس.

## حياته المهنية
وصف بارنيت نفسه بأنه رجل إطفاء متقاعد من ممفيس على الرغم من أن خدمات الإطفاء في ممفيس لم تتمكن من التحقق من صحة البيان. وصفه محاميه بأنه بائع نوافذ. وصف بارنيت نفسه بأنه أحد مؤسسي مجموعة 2A NWA STAND المؤيدة لحقوق التعديل الثاني. في سبتمبر 2020، تم استجواب بارنيت من قبل شرطة فاييتفيل التي تم استدعاؤها فيما يتعلق بحمل بارنيت للأسلحة علنًا.

## الهجوم على مبنى الكابيتول الأمريكي في 6 يناير
في 6 يناير 2021، كان المصور الصحفي سول لوب يعمل لدى وكالة فرانس برس، مكلفًا بتوثيق الجلسة المشتركة للكونغرس. عند وصوله إلى مبنى الكابيتول في ذلك الصباح، لاحظ لوب أن "الأوضاع الأمنية كانت مماثلة لأي يوم عادي في مبنى الكابيتول وهو أمر مفاجئ بعض الشيء، نظرًا لعدد الأشخاص الذين كانوا في المدينة لحضور تجمع ترامب، ومعرفة أنهم سيأتون إلى الكابيتول". بعد ساعات، اقتحم حشد عنيف مبنى الكابيتول بقيادة أعضاء من ميليشيا الأولاد الفخورين الذين خططوا لاستخدام العنف لوقف انتقال السلطة. بعد أن تبع حشدًا من الناس، وصل لوب إلى مكتب المتحدث حيث قام بتصوير بارنيت. وضع بارنيت قدميه على مكتب رئيسة مجلس النواب نانسي بيلوسي ، بعد اقتحامه مبنى الكونجرس الأمريكي مسلحًا بمسدس صاعق. كتب بارنيت أيضًا مذكرة إلى بيلوسي وتركها على مكتبها. وجاء في المذكرة:
"مرحبًا نانسي، كان بيغو هنا يا عزيزتي."
بعد الهجوم، تفاخر بارنيت بأفعاله عبر الإنترنت، بما في ذلك سرقة مظروف. أمضى ست دقائق في المبنى. تذكر لوب الصورة قائلاً: "هذا مكتب رئيسة مجلس النواب! إنها الثالثة في ترتيب الرئاسة، وهذا مكان صعب الدخول إليه عادةً. لذا واصلت التجول في المكتب، في النهاية صادفت هذا الرجل جالسًا على أحد مكاتب الموظفين وقدميه مرفوعتان. إنه مرح للغاية، ويتصفح بعض الأوراق على المكتب. كان الموظفون الذين كانوا هناك في وقت سابق قد غادروا في عجلة من أمرهم لدرجة أن رسائل البريد الإلكتروني كانت لا تزال مفتوحة على أجهزة الكمبيوتر الخاصة بهم. ترك الناس هواتفهم المحمولة على مكاتبهم. كان من الواضح أن من غادر كان في عجلة من أمره وربما كان خائفًا، وأراد الخروج بأسرع ما يمكن. لكن هؤلاء الرجال الآن هناك، يعاملون المكان كما لو كان منزلهم. كان مشهدًا صادمًا للغاية". رحب بارنيت بالتقاط صورته وزود لوب باسمه.

### النشر والاستقبال
انتشرت الصورة بسرعة كبيرة، وتم مشاركتها على نطاق واسع على وسائل التواصل الاجتماعي. بحلول مساء يوم 6 يناير، أصدر عمدة مسقط رأس بارنيت بيانًا قال فيه "لقد انتشرت هذه الصورة على نطاق واسع وسلطت الضوء على مدينة غرافيت، وهو أمر مؤسف لقد تلقى مواطنون تهديدات، ومكالمات إلى الشرطة، ومنشورات على وسائل التواصل الاجتماعي، ورسائل بريد إلكتروني تريد معرفة ما ستفعله غرافيت بشأن هذا الوضع".
وصف جيفري أ. روزن، القائم بأعمال النائب العام للولايات المتحدة، الصورة بأنها "مثيرة للصدمة" و"مثيرة للاشمئزاز". نشرت صحيفة واشنطن بوست عنوانًا رئيسيًا عن الصورة: "أظهرت العديد من الصور من أعمال الشغب في الكابيتول الرعب. وأبرزت إحدى الصور الغطرسة". وُصفت الصورة في صحيفة واشنطن بوست بأنها "واحدة من أكثر الصور إثارة للصدمة في يوم مليء بها"، في حين وصفتها قناة إيه بي سي نيوز بأنها "سيئة السمعة". بحلول يونيو 2021، بدأ بارنيت في بيع نسخ موقعة من الصورة مقابل 100 دولار في حملة لجمع التبرعات تفاخرت بأن الصورة حولته إلى "وجه الحركة المناهضة للفيدرالية الجديدة". أدت مشاركة بارنيت في الصورة إلى وصفه من قبل هيئة الإذاعة الكندية سي بي سي بأنه "أحد أكثر الشخصيات شهرة في 6 يناير".
تم إعداد ملف تعريفي عن لويب، خريج كلية الصحافة بجامعة أريزونا عام 2004، من قبل جامعته الأم، وتم إجراء مقابلات واسعة النطاق معه حول تجربته في مكتب رئيس مجلس النواب.

### الاعتقال والمحاكمة والسجن
في 8 يناير 2021، تم القبض على بارنيت. وجهت إليه في 29 يناير أربع جنح وأربع جنايات: السلوك غير المنضبط؛ "عرقلة الإجراءات الرسمية؛ المساعدة والتحريض؛ الدخول والبقاء في مبنى أو أرض محظورة بسلاح مميت أو خطير، العرض أو التظاهر أو الاعتصام في مبنى الكابيتول، وسرقة ممتلكات حكومية." في 4 فبراير 2021، دفع بارنيت ببراءته من جميع التهم. سمح القاضي كريستوفر "كيسي" كوبر بإطلاق سراح بارنيت من السجن في 27 أبريل 2021، محذرًا إياه من أن ذلك كان بمثابة اختبار، مشيرًا إلى "سلوك بارنيت الغريب ومحاولاته لتجنب الكشف بعد أعمال الشغب، والتلويح بالأسلحة في الأماكن العامة، وحمل مسدس صاعق إلى الكابيتول والتزامه المحتمل ببعض نظريات المؤامرة كيو أنون ".
كانت محاكمته الجنائية في واشنطن العاصمة واحدة من أبرز المحاكمات التي أجريت لمثيري الشغب في السادس من يناير. تم تمثيل بارنيت في المحكمة بواسطة جوزيف د. ماكبرايد، المحامي المعروف بدفاعه عن مثيري الشغب في الكابيتول في 6 يناير.
بعد ما يقرب من ساعتين من مداولات هيئة المحلفين، أُدين بارنيت بجميع التهم في يناير 2023، بما في ذلك الاضطرابات المدنية وعرقلة الإجراءات الرسمية. في 24 مايو 2023، حُكم عليه بالسجن لمدة 54 شهرًا. في جلسة النطق بالحكم، تطرق الادعاء إلى محاولة بارنيت الاستفادة من جرائمه من خلال بيع صور موقعة لنفسه في مكتب بيلوسي، وحقيقة أن العديد من موظفي الكابيتول تركوا الخدمة العامة بسبب الصدمة الناجمة عن أعمال الشغب. بعد إطلاق سراحه، سيخضع لإطلاق سراح مشروط لمدة 36 شهرًا وغرامة قدرها 2000 دولار. بعد صدور الحكم، طلب بارنيت وضعه في معسكر السجن الفيدرالي في يانكتون، في يانكتون، بولاية داكوتا الجنوبية، والسماح له بالانتظار حتى 22 أغسطس لتسليم نفسه إلى السجن. لقد سُمح له بالإبلاغ عن نفسه، لكن تم رفض جميع طلباته الأخرى. صرح بأنه يخطط لاستئناف الحكم.
في الأول من سبتمبر 2023، أظهرت صفحة تحديد موقع السجناء في مكتب السجون الفيدرالي ريتشارد بارنيت، البالغ من العمر 63 عامًا، مسجونًا في FCI Oakdale، وهي مؤسسة إصلاحية فيدرالية منخفضة الحراسة تتسع لـ 835 سجينًا وتقع في أوكديل، لويزيانا؛ ثم أظهر إدخال سجين لبارنيت: "تاريخ الإفراج: 2 ديسمبر 2027". في مارس 2024، أدرج مكتب التحقيقات الفيدرالي بارنيت على أنه محتجز في سجن FCI Seagoville، بالقرب من دالاس، تكساس، مع تاريخ إطلاق سراحه في 16 أغسطس 2026، برقم السجين 24841-509.
في 20 يناير 2025، بعد بدء ولايته الثانية في منصبه ، أصدر الرئيس ترامب عفواً عن بارنيت وحوالي 1500 شخص آخر متهمين بجرائم مرتبطة بالسادس من يناير. تم إطلاق سراحه من السجن في اليوم التالي.